# Синявець Рипарта
Синявець Рипарта (Polyommatus ripartii) — вид денних метеликів родини Синявцеві (Lycaenidae).

## Назва
Вид названий на честь французького колекціонера метеликів Рипарта де Божансі.

## Поширення
Вид поширений у Південній Європі, на Балканах, в Туреччині, Кавказі та Центральній Азії. Ареал простягається від Іспанії до Монголії.
В Україні вид відомий у Гірському Криму.

## Спосіб життя
Метелики літають з середини червня до кінця липня. Їх можна спостерігати на луках, рідколіссях, в степах, по схилах, на узліссях, по терасах річок, серед чагарникових заростей.
Гусениці спершу живляться на еспарцеті (Onobrychis) та бузині трав'янистій (Sambucus ebulus). Потім паразитують у гніздах мурах Crematogaster sordidula, Camponotus gestroi, Lasius alienus.